# 敏豆星系
敏豆星系 （Green Bean Galaxies，GBGs）是非常罕見的天體，它們被認為是類星體的電離回波。這些作者在紅移z=0.2-0.6的西佛-2星系和超亮星系的窄線區域樣本的報告中提報了此一發現。
在使用夏威夷海拔高度4,200米的毛納基山上3.6米的加法夏望遠鏡（CFHT）進行巡天調查時，Schirmer 注意到這些星系在拍攝時有著不尋常的顏色 －在紅色濾鏡下有著強烈的峰值，暗示存在著特殊的譜線。事實上，顏色非常類似於綠豌豆星系（Green Pea galaxies，GPs），這都是緻密恆星形成的星系。然而，這些被稱為GBG的天體卻大了許多。

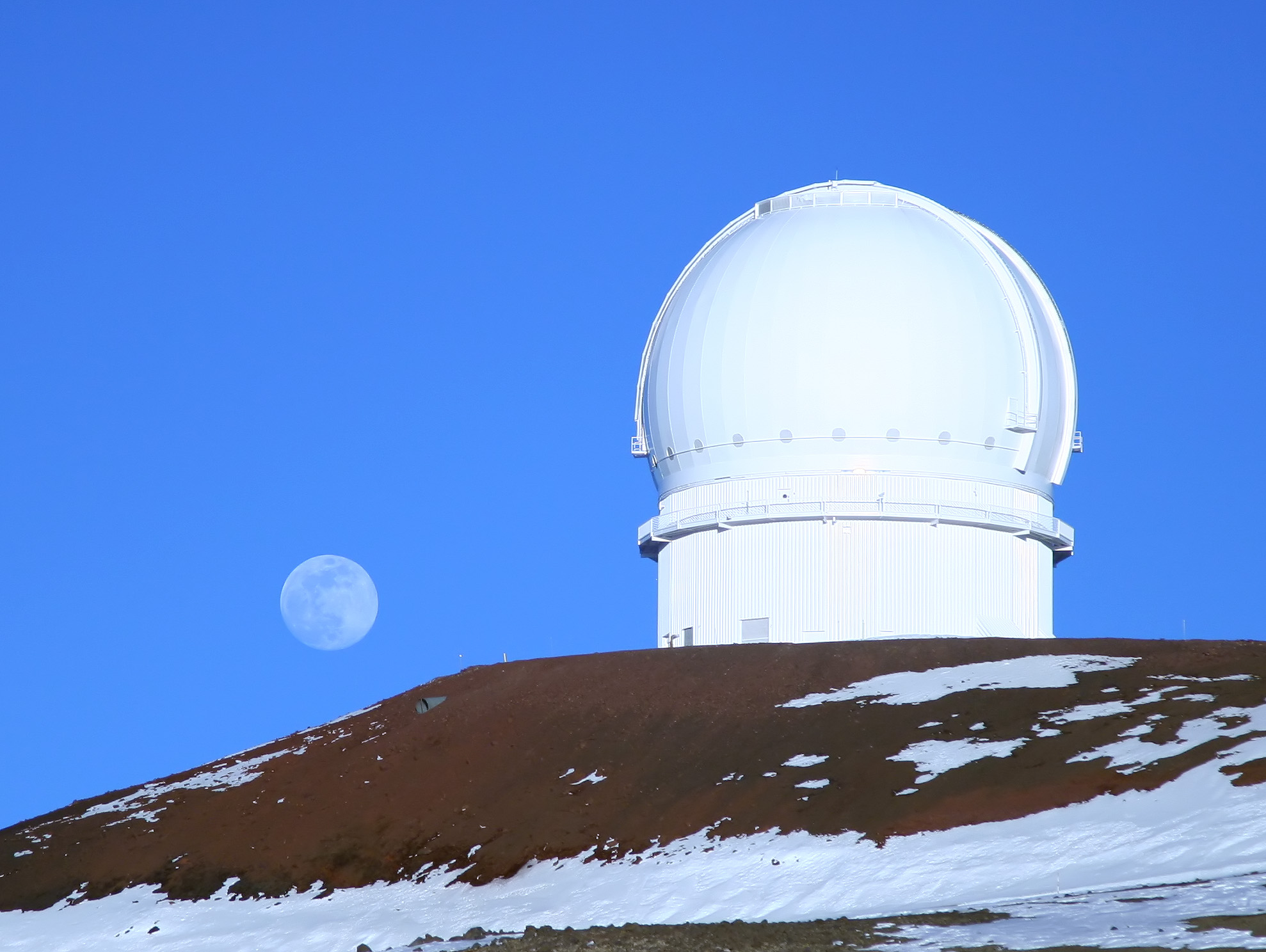
日落時分的CFHT。

這些星系非常的罕見，它們只出現在一個平均13億光年的立方體範圍內。因為它們的顏色表面上與GPs相似，但較GPs大，所以被戲稱為GBGs。在多數GPs的星際氣體是被來自恆星激烈形成的紫外線電離的，而GBGs中的氣體是被來自活躍星系核（AGN）的硬X射線電離。GBGs的貧乏顯示這種現象不是非常罕見，就是生命期非常短暫。
GBGs 很可能與哈尼天體有關，是另一種類星體的電離回波。GBGs在本質上是完全不同的，儘管它的亮度、大小和氣體的質量比另一種類星體的電離雲都高出10-100倍，例如Keel等人在2012年研究的154（暱稱為voorwerpjes），估計這個'voorwerpjes'明亮的階段在20,000年至200,000年。 
目前正在調查可能的形成機制。有可能是超亮的類星體在生命的最後階段產生大量的氣體外流，隨後又快速的中止，例如，一種稱為AGN回饋的過程。從前述在非常活躍的類星體階段逃逸輻射出的X射線，依然造成氣體的電離，因而造成電離回波。

## 史隆數位巡天(SDSS)確認的
| 序號 | SDSS 編號                                  | 註解                                                                      |
| ---- | ------------------------------------------ | ------------------------------------------------------------------------- |
| 001  | 1237679077517557845 （页面存档备份，存于） | GALEX All Sky Catalog (ASC) J002016.43-053127.1                           |
| 002  | 1237676441460474246 （页面存档备份，存于） | GALEX ASC J002434.84+325842.5                                             |
| 003  | 1237666091128914338 （页面存档备份，存于） | GALEX ASC J011136.63+225357.5                                             |
| 004  | 1237666340800364769 （页面存档备份，存于） | 8 previous references listed in NED.                                      |
| 005  | 1237680284389015833 （页面存档备份，存于） | GALEX ASC J015930.73+270303.4                                             |
| 006  | 1237650371555229774 （页面存档备份，存于） | 2 previous references listed in NED, including CHANDRA 2010.              |
| 007  | 1237661386529374363 （页面存档备份，存于） | GALEX ASC J134709.11+545311.0                                             |
| 008  | 1237662236402647262 （页面存档备份，存于） | GALEX ASC J135155.51+081608.7                                             |
| 009  | 1237665442062663827 （页面存档备份，存于） | NVSS J144110+251702                                                       |
| 010  | 1237655742407835791 （页面存档备份，存于） | 1 previous reference in NED as part of a compact group (similar to HCGs). |
| 011  | 1237662306730639531 （页面存档备份，存于） | GALEX ASC J150420.75+343958.6                                             |
| 012  | 1237667968032637115 （页面存档备份，存于） | NVSS J150517+194450                                                       |
| 013  | 1237669699436675933 （页面存档备份，存于） | NVSS J205057+055014                                                       |
| 014  | 1237680191506678389 （页面存档备份，存于） | NVSS J213542-031432                                                       |
| 015  | 1237680306395415794 （页面存档备份，存于） | GALEX ASC J220216.57+230904.8                                             |
| 016  | 1237656538051248311 （页面存档备份，存于） | Prototype GBG J2240-0927, GALEX ASC J224024.09-092748.5                   |
| 017  | 1237680503434445439 （页面存档备份，存于） | SDSS J230829.37+330310.4                                                  |

## VLT/XSHOOTER的敏豆星系J2240-0927光譜
左邊是天體J224024.1 092748（以下簡稱為J2240）的光譜，它是使用甚大望遠鏡和多波段（300-2500奈米）、中等解析度的光譜儀，XSHOOTER獲得的。J2240的光譜顯示了3個帶寬：UVB（紫外線的B是中等的，波長在315 – 280奈米）、VIS（可見光譜）和NIR（近紅外光，波長在0.75–1.4奈米）。
在J2240的光譜中，黑色線條代表星系的中心，積分至±4.5Kpc（千秒差距），藍色線條積分超過7.6Kpc，中心在電離雲上。請注意兩個光譜之間極度的相似。出於視覺化的目的，資料使用0.7奈米的寬中度濾鏡為核心篩檢過。因此，實際的解析度在UVB/VIS和（NIR）上比實際的要高，非別是48倍（UVB/VIS）和12倍（NIR）。